# Brussels International Independent Film Festival
Het Brussels International Independent Film Festival, of le Festival International du Film Indépendant de Bruxelles, vindt plaats sinds 1974. Het festival focuste origineel op super 8 films en vandaag laat het ook veel verschillende soorten onafhankelijke films zien. Het festival heeft een nationale en internationale wedstrijd die toestaat om rijke cinema te ontdekken die vaak over het hoofd wordt gezien.